# Serge Plenier
Serge Plenier, né le 9 septembre 1957 à Paris et mort le 15 décembre 2018 à Paris, est un journaliste, chanteur lyrique et professeur de breton, qu'il a enseigné à l'Institut d'études politiques de Paris et à la Mission bretonne.

## Activités

### Journalisme
En 1995, il devient rédacteur en chef du mensuel Bretons d'ailleurs.
Rédacteur en chef à partir de 2001 de l'agence de presse ACIP, destinée aux périodiques locaux, il a contribué à plusieurs revues comme L'Élu Local, le Quotidien du maire et Pouvoirs locaux. Il a été rédacteur en chef de Regard local. Il a animé les informations bilingues français-breton, ainsi que des émissions culturelles et économiques sur Radio Pays.
Il est rédacteur en chef de Profession Spectacle de 2011 à 2013.
Il a aussi collaboré à France catholique.

### Engagements
Catholique pratiquant, attaché à la paroisse parisienne de l'église Saint-Eustache, il est aussi royaliste et membre du comité directeur de La Fédération. Il collabora à sa revue, Le XXème siècle fédéraliste.

### Enseignement du breton
Serge Plenier a enseigné le breton à la Mission bretonne, ainsi qu'à l'Institut d'études politiques de Paris. Il a été le professeur de plusieurs personnalités bretonnes comme Patrick Le Lay, Patrick Poivre d'Arvor et Nolwenn Leroy, pour laquelle il a arrangé certaines chansons de son album Bretonne, passant ainsi à la troisième personne la chanson Suite sudarmoricaine, originellement écrite à la première personne pour un narrateur masculin.

## Ouvrages
- Serge Plenier, La langue bretonne, des origines à nos jours, Rennes, Ouest-France, 2010, 127 p. (ISBN 978-2-7373-4701-6 et 2737347017, OCLC 549145707)